# Crane (Texas)
Crane is een plaats (city) in de Amerikaanse staat Texas, en valt bestuurlijk gezien onder Crane County.

## Demografie
Bij de volkstelling in 2000 werd het aantal inwoners vastgesteld op 3191.
In 2006 is het aantal inwoners door het United States Census Bureau geschat op 3044, een daling van 147 (-4,6%).

## Geografie
Volgens het United States Census Bureau beslaat de plaats een oppervlakte van
2,6 km², geheel bestaande uit land. Crane ligt op ongeveer 785 m boven zeeniveau.

## Plaatsen in de nabije omgeving
De onderstaande figuur toont nabijgelegen plaatsen in een straal van 48 km rond Crane.